# Slizniční imunitní systém asociovaný se střevem

Slizniční imunitní systém asociovaný se střevem je lymfatická tkáň, která se nachází podél celého průběhu střeva. V angličtině se nazývá gut-associated lymphoid tissue (zkratka GALT), a je součástí slizničního imunitního systému (v angličtině mucosa-associated lymphoid tissue, MALT). V rámci imunitního systému chrání tělo před invazí patogenních mikroorganismů a škodlivých cizorodých látek do střeva.
Povrch střeva, kde dochází k trávení potravy a jejímu vstřebávání, je velmi tenký a křehký a sám o sobě by představoval pro patogeny snadno překonatelnou bariéru. Většina infekčních patogenů skutečně využívá pro svůj vstup do organismu slizniční povrchy. Proto je střevní tkáň chráněna rozsáhlými a vzájemně zastupitelnými složkami imunitního systému. Mezi ně patří např. plazmatické B lymfocyty, které produkují protilátky. Počet těchto efektorových plazmatických B buněk ve střevní tkáni početně převyšuje jejich ostatní populaci ve slezině, lymfatických uzlinách a kostní dřeni dohromady. Imunitní systém asociovaný se střevem představuje asi 70 % všech imunitních buněk. Ve vyzrávání nejrůznějších imunitních buněk má střevo velký význam a narušení jeho imunitní rovnováhy významně ovlivní sílu a funkčnost imunitního systému jako celku.

## Stavba
Lymfatická tkáň spojená se střevem se nachází podél celého průběhu střeva a pokrývá plochu přibližně 260–300 m2. Pro zvětšení plochy využitelné pro absorpci živin z tráveniny je střevní sliznice zřasena do prstovitých výběžků zvaných klky. Střevní sliznice je tvořena jednobuněčnou vrstvou epiteliálních buněk, která odděluje tráveninu nacházející se v lumen střeva od hlouběji položených tkání. Epiteliální vrstva je pokryta speciálním hlenem (mucus) tvořeným glykoproteiny, které chrání epitelové buňky před trávicími enzymy a nízkým pH ve střevě.
Střevní klky tvoří při své bázi takzvané krypty. V kryptách se nachází kmenové buňky, které svým buněčným dělením neustále produkují diferencované epitelové buňky. Nově vzniklé epitelové buňky jsou vytlačovány vzhůru podél klku, na jehož apikální špičce dochází k odlupování vysloužilých buněk. Životnost jednotlivé epitelové buňky je méně než jeden týden. V kryptách střevních klků se také nachází specializované Panethovy buňky, které produkují početné antibakteriální molekuly (krátké peptidy zvané defensiny nebo enzym lysozym) zabraňující bakteriím vstup do krypt a těsnému kontaktu se střevním epitelem.
Pod epitelovou vrstvou se nachází volná pojivová tkáň zvaná lamina propria. Imunologicky významné látky a buňky jsou odsud odváděny lymfatickým oběhem do mezenterických lymfatických uzlin a posléze do celkového lymfatického oběhu končícího v hlavním mízovodu ústícím do žíly v blízkosti srdce.
Imunitní odpověď na antigeny přítomné ve střevě (ať už jako potravní antigeny nebo jako antigeny na povrchu střevních bakterií a obecně na povrchu střevní mikrobioty) probíhá v mezenterických uzlinách nebo ve specializovaných útvarech uložených těsně podél střeva. Jsou jimi Peyerovy pláty (nejčastější v tenkém střevě; v jejunu se nachází cca 100, v následujícím ileu cca 150 Peyerových plátů), lymfatická tkáň slepého střeva a izolované lymfoidní folikuly nacházející se podél celého průběhu střeva.
Následuje výčet lymfatických tkání, které fungují jako rozhraní mezi imunitním systémem a antigeny (patogeny, komenzály nebo potravními antigeny):
- Mandle (Waldeyerův prstenec)
- Malé lymfoidní agregáty v jícnu
- Lymfatická tkáň v žaludku
- Peyerovy pláty v tenkém střevě
- Difuzně distribuované lymfoidní buňky a plazmatické buňky ve vrstvě "lamina propria" střeva
- Intraepiteliální lymfocyty (IEL) v epiteliální vrstvě střevní sliznice
- Lymfoidní agregáty v slepém střevě a tlustém střevě
- Mezenterické lymfatické uzliny kterými prochází lymfa ze střevní tkáně